# Kaarestunturi
Kaarestunturi är en kulle i Finland.   Den ligger i den ekonomiska regionen Norra Lappland och landskapet Lappland, i den norra delen av landet, 800 km norr om huvudstaden Helsingfors. Toppen på Kaarestunturi är 391 meter över havet.
Terrängen runt Kaarestunturi är huvudsakligen platt.  Trakten runt Kaarestunturi är nära nog obefolkad, med mindre än två invånare per kvadratkilometer.